# Polsat Sport 3
Polsat Sport 3 (do 26 kwietnia 2024 jako Polsat Sport News) – polska stacja telewizyjna o profilu informacyjno-sportowym, należąca do grupy kanałów Telewizji Polsat. W ramówce Polsat Sport 3 znajdują się m.in. serwisy informacyjne oraz programy publicystyczne. Stacja korzysta z oferty programowej sportowych anten Polsatu.

## Historia
25 października 2010 roku na 146 kanale Cyfrowego Polsatu pojawił się wewnętrzny przekaz testowy tego kanału. 25 maja 2011 roku stacja rozpoczęła testowy przekaz w naziemnej telewizji cyfrowej w ramach drugiego multipleksu. 30 maja 2011 roku o godzinie 7.00 ruszyła regularna emisja stacji, niedostępna wtedy dla użytkowników satelitarnych platform cyfrowych. 11 sierpnia 2011 stacja została udostępniona użytkownikom platformy Cyfrowy Polsat. 4 listopada 2011 kanał oficjalnie został dołączony do n i Telewizji na Kartę HD. 1 listopada 2012 Polsat Sport News wprowadził reklamy. Kanał rozpoczyna emisję o godzinie 7.00, zaś kończy najczęściej o 1.15.
Stacja prowadzi 5-minutowy serwis informacyjny Sport Flesz, emitowany o pełnej godzinie od 12.00 do 20.00 (podczas transmisji na żywo nie jest emitowany). Natomiast o 22.45 emitowane jest Sportowe podsumowanie dnia (retransmisja z Polsat News, gdzie premiera tego programu jest o tej samej godzinie). Sportowe podsumowanie dnia jest jeszcze dwukrotnie powtarzane o 0.00 i 1.00 (dawniej powtarzane o 6.45 następnego dnia).
2 stycznia 2017 roku, w drugim multipleksie naziemnej telewizji cyfrowej, Polsat Sport News został zastąpiony przez Super Polsat.
Jak poinformował nadawca, od 2 stycznia 2017 roku Polsat Sport News nadawany jest w jakości HD na podstawie koncesji satelitarnej. Będzie dostępny na platformach satelitarnych oraz w sieciach kablowych i IPTV, a jego ramówka będzie stanowić kontynuację oferty programowej nadawanego wcześniej na podstawie koncesji naziemnej Polsatu Sport News.
26 kwietnia 2024 roku kanał zmienił nazwę na Polsat Sport 3.

## Logo
| Data wprowadzenia | Opis | Logo |
| ----------------- | --- | ---- |
| 30 maja 2011      | W lewym górnym rogu szary napis „POLSAT” jak w logo z lat 2003–2006, pod szarym napisem jeszcze niebieski, stylizowany napis „sport” i obok czerwony stylizowany napis „news”. Z lewej strony czerwona kropka. |      |
| 10 czerwca 2016   | Niebieski prostokąt z napisem SPORT, a obok jasnoniebieski zaokrąglony z prawego dolnego rogu prostokąt z napisem NEWS. Nad napisem SPORT klasyczny napis POLSAT.                                              |      |
| 30 sierpnia 2021  | Niebieskie (jasnoniebieskie i niebieskie w wersji gradientowej) paski tworzące kulę, pod nią niebieski napis „polsat sport news".                                                                              |      |
| 26 kwietnia 2024  | Logo jest identyczne do tego obowiązującego w okresie od 30 sierpnia 2021 do 26 kwietnia 2024, lecz zmianie uległ napis pod logiem – „polsat sport 3”.                                                         |      |

## Oferta programowa
Oferta programowa obowiązująca we wszystkich trzech stacjach sportowych Polsatu między innymi Polsat Sport 1 i Polsat Sport 2, także w wersjach HD. Kanał emituje też powtórki niektórych wydarzeń sportowych, do których prawa posiada Grupa Polsat. Stacja posiada w Polsce wyłączne prawa telewizyjne do niektórych meczów najwyższej ligi piłkarskiej w Czechach (Fortuna Liga), które są przez nią retransmitowane. Niektóre spotkania tych rozgrywek można oglądać również na żywo za pośrednictwem serwisu internetowego Ipla.

### Magazyny sportowe
- Sport Flash – kilkuminutowy magazyn informacyjny ze świata sportu
- Polska 2016 – magazyn piłki ręcznej
- Puncher – magazyn sportów walki
- Gala Tygodnika Piłka Nożna – gala piłki nożnej
- ATP World Tour Uncovered – magazyn tenisowy
- W Narożniku Polsatu – magazyn bokserski
- Monster Jam – magazyn
- Magazyn Koszykarski – magazyn Energa Basket Liga
- WRC Magazyn – magazyn rajdowych samochodowych mistrzostw świata
- Kulisy sportu – wywiady ze znanymi przedstawicielami świata sportu
- KSW – magazyn zapowiedzi ze świata KSW
- Gwiazdy futbolu – festiwal ze świata piłki nożnej
- Atleci – magazyn o lekkiej atletyce
- Cafe futbol – magazyn piłkarski
- FIFA futbol mundial – magazyn piłkarski
- Trans world sport – magazyn sportowy
- Fis – magazyn sportów zimowych
- European tour weekly – magazyn golfowy
- Clip – magazyn humoru ze świata sportu
- KSW News – magazyn zapowiedzi ze świata KSW